# Haunted (album de Six Feet Under)
Pour les articles homonymes, voir Haunted.
Albums de Six Feet Under
Alive and Dead
(1996)
Haunted est le premier album de Six Feet Under. Cet album fut initialement conçu comme un projet parallèle, Chris Barnes faisant partie également de Cannibal Corpse à cette époque.

## Liste des titres
1. The Enemy Inside - 4:17
2. Silent Violence - 3:33
3. Lycanthropy - 4:41
4. Still Alive - 4:04
5. Beneath a Black Sky - 2:50
6. Human Target - 3:30
7. Remains of You - 3:22
8. Suffering in Ecstasy - 2:44
9. Tomorrow's Victim - 3:34
10. Torn to the Bone - 2:46
11. Haunted - 3:10

## Composition du groupe
- Chris Barnes : chant
- Allen West : guitare
- Greg Gall : batterie
- Terry Butler : basse